# HMS Devonshire (39)
HMS Devonshire (39) là một tàu tuần dương hạng nặng thuộc lớp County của Hải quân Hoàng gia Anh Quốc và thuộc lớp phụ London. Devonshire đã tham gia hoạt động trong suốt Chiến tranh Thế giới thứ hai và sau đó, cho đến khi được tháo dỡ vào năm 1954.

## Thiết kế và chế tạo
Devonshire được chế tạo bởi Xưởng đóng tàu Portsmouth, được đặt lườn vào ngày 16 tháng 3 năm 1926. Nó được hạ thủy vào ngày 22 tháng 10 năm 1927, và đưa ra hoạt động vào ngày 18 tháng 3 năm 1929.

## Lịch sử hoạt động

### Các hoạt động ban đầu
Khi được đưa vào hoạt động, Devonshire đã phục vụ cùng với Hải đội Tuần dương 1 tại Địa Trung Hải cho đến năm 1932. Nó đã chịu đựng một tai nạn vào ngày 26 tháng 7 năm 1929: trong khi đang tham gia một cuộc thực tập tác xạ trong biển Aegis ngoài khơi đảo Skiathos, khẩu pháo bên trái của tháp pháo "X" đã bị tịt. Người vận hành khóa nòng đã không nhận ra điều đó và đã mở khóa nòng. Liều thuốc phóng bên trong nòng súng đã phát nổ và còn làm kích nổ liều đạn tiếp theo bên trong tháp pháo, làm phá hủy toàn bộ tháp pháo và làm thiệt mạng 17 người. Devonshire phải quay về Anh để sửa chữa trong tháng 8. Do hậu quả của tai nạn này, một Khóa liên động mới được trang bị nhằm ngăn ngừa người vận hành có thể mở khóa nòng cho đến khi khẩu súng đã được bắn hoặc được đặt lại bằng tay bởi một người vận hành khác bên trong tháp súng.
Devonshire tiếp đó phục vụ tại China Station cho đến năm 1933, rồi quay trở lại Địa Trung Hải cho đến năm 1939. Trong năm đó, trong cuộc Nội chiến Tây Ban Nha, việc đảo Menorca đầu hàng được ký kết bên trên con tàu, và sau đó Devonshire đã tham gia di tản những người Cộng hòa Tây Ban Nha anh dũng.

### Chiến tranh Thế giới thứ hai
Mang cờ hiệu của vị Thứ trưởng Hải quân tương lai John H. D. Cunningham, Devonshire đã tham gia Chiến dịch Na Uy, và đã giúp vào việc di tản Hoàng gia Na Uy và các viên chức Chính phủ khỏi Tromsø, Na Uy vào ngày 7 tháng 6 năm 1940, hai tháng sau khi bị Đức Quốc xã xâm chiếm. Trên tàu có 461 hành khách và 49 tấn vàng, và chiếc tàu tuần dương đã di chuyển chỉ cách 50 dặm nơi mà chiếc tàu sân bay HMS Glorious và hai tàu khu trục theo hộ tống bị tấn công và đánh chìm bởi các tàu chiến-tuần dương Đức Scharnhorst và Gneisenau.
Devonshire nằm trong thành phần tham gia bắn phá Dakar trong tháng 8 năm 1940 trong chiến dịch Menace, khi nó bắn phá tàu bè và các khẩu đội phòng thủ duyên hải trong và chung quanh cảng. Khi cuộc tấn công bị hủy bỏ, nó được sử dụng trong các hoạt động chống lại các lãnh thổ dưới quyền kiểm soát của phe Vichy Pháp dọc theo bờ biển xích đạo châu Phi, phong tỏa Cameroons và Gabon. Chiếc tàu tuần dương đã tham gia truy tìm chiếc tàu cướp tàu buôn Đức Kormoran tại Nam Đại Tây Dương, và trong thời gian hoạt động ngoài khơi Nam Phi dưới quyền chỉ huy của Đại tá R. D. Oliver, nó đã chiếm giữ trọn một đoàn tàu vận tải của phe Vichy Pháp ở về phía Đông mũi Hảo Vọng vào ngày 2 tháng 11 năm 1940. Sau đó nó phục vụ cùng với Hạm đội Nhà ngoài khơi Na Uy và nước Nga cho đến tháng 9 năm 1941.
Ngày 21 tháng 11 năm 1941, dưới sự trợ giúp của chiếc máy bay trinh sát Supermarine Walrus của nó, Devonshire phát hiện và sau đó đánh chìm một tàu cướp tàu buôn Đức, chiếc tàu tuần dương phụ trợ Atlantis, ở khoảng cách 14–15 km. Bảy thủy thủ Đức đã thiệt mạng trong trận này.
Devonshire trải qua một đợt tái trang bị tại Norfolk, Virginia từ tháng 1 đến tháng 3 năm 1942. Sau đó nó phục vụ cùng Hạm đội Viễn Đông trong Ấn Độ Dương cho đến tháng 5 năm 1943, tham gia cuộc đổ bộ lên Madagascar trong tháng 5 năm 1942, cũng như bảo vệ các đoàn tàu vận tải chuyển binh lính trong khối ANZAC từ Suez đến Australia. Nó trải qua một đợt tái trang bị khác cho đến tháng 3 năm 1944, rồi được điều về phục vụ cùng Hạm đội Nhà ngoài khơi Na Uy, nơi nó bảo vệ cho các cuộc tấn công bằng tàu sân bay xuống bờ biển Na Uy cho đến năm 1945.
Devonshire là soái hạm của Hải đội Tuần dương 1 đã đưa Vua Haakon VII của Na Uy quay trở về đất nước đã được giải phóng của mình, về đến Oslo vào ngày 7 tháng 6 năm 1945.
Sau chiến tranh, Devonshire được cải biến thành một tàu huấn luyện học viên mới của Hải quân Hoàng gia vào năm 1947, và tiếp tục phục vụ trong vai trò này cho đến năm 1953. Cuộc sống bên trên nó trong giai đoạn phục vụ này được ghi lại trong tác phẩm của John Winton: We Joined the Navy. Devonshire bị bán để tháo dỡ vào ngày 16 tháng 6 năm 1954, và được cho kéo đến Newport vào ngày 12 tháng 12 năm 1954 nơi nó được tháo dỡ bởi Cashmore.